# Karen Lee (femme politique)
Karen Elizabeth Lee (née le 15 janvier 1959)  est une femme politique britannique du parti travailliste. Elle est députée de Lincoln  entre les élections générales de 2017 et celles de 2019. Elle bat le député conservateur en exercice, Karl McCartney par 1 538 voix aux élections générales de 2017, mais perd contre lui en 2019.
En juillet 2017, Lee est nommée secrétaire parlementaire privé du chancelier fantôme John McDonnell . En janvier 2018, Lee est promue au sein du gouvernement fantôme du Labour en tant que ministre fantôme des services d'incendie et de secours .

## Jeunesse et carrière
Karen Lee fait ses études à South Park High School, Lincoln et Lincoln College, Lincolnshire.
Avant sa carrière en politique, Lee occupe divers emplois dans le commerce de détail avant de suivre une formation d'infirmière. Elle travaille comme infirmière à l'hôpital du comté de Lincoln pendant 14 ans. Depuis son élection au Parlement, Lee continue à servir le NHS en tant qu'infirmière .
Elle se décrit comme une « fière syndicaliste »  et avant d'entrer en politique, elle est représentante de l'apprentissage et représentante sur le lieu de travail pour UNISON .

## Gouvernement local
Karen Lee est élue pour la première fois conseillère municipale en 2003 . Elle est maire de Lincoln de mai 2012 à mai 2013 ,.
Lee préside le comité d'examen du leadership communautaire du conseil municipal de Lincoln, qui reçoit un prix du Center for Public Scrutiny pour ses efforts visant à réduire les effets de la pauvreté dans la ville . Lee préside également le groupe sur l'égalité et la diversité du conseil municipal de Lincoln .
En tant que députée de Lincoln, Lee a mené de nombreuses campagnes contre le sans-abrisme dans la ville et a aidé à mettre en place le Lincoln's Homelessness Hub . Lee fait également campagne sur des problèmes locaux, notamment les transports  le crédit universel  et les services de santé locaux .

## Carrière parlementaire
Karen Lee prononce son premier discours devant le Parlement le 6 juillet 2017, sur l'importance historique de Lincoln, l'impact de l'austérité et « l'indignité » de la pauvreté et de l'utilisation des banques alimentaires .
Elle réitère son soutien à l'Université de Lincoln dans ses efforts pour obtenir le financement d'une faculté de médecine .
En juillet 2017, Lee est nommée secrétaire parlementaire privé du chancelier fantôme John McDonnell .
En janvier 2018, Lee est promue au sein de l'équipe du bureau fantôme du Labour en tant que ministre fantôme des services d'incendie et de secours . Elle est responsable de la formulation de la politique nationale d'incendie du Labour et est porte-parole du parti pour les services d'incendie et d'urgence .
Elle se préoccupe de l'impact de l'austérité sur la rémunération et les conditions de travail des pompiers et appelle à des réformes radicales  des réglementations en matière d'incendie de qualité inférieure  qui ont contribué à l'incendie de la tour Grenfell . Lee critique le gouvernement pour ne pas avoir relogé d'urgence les personnes touchées par l'incendie de la tour Grenfell. 
Lee est considéré comme faisant partie de l'aile gauche du spectre politique du Parti travailliste et est membre du groupe de campagne socialiste des députés. Au festival The World Transformed en septembre 2018, Lee a pris la parole lors d'un rassemblement de groupe de campagne socialiste intitulé Vers un gouvernement socialiste. 
Lee vote pour rester au sein de l'UE lors du référendum sur le Brexit en 2016 . Elle est en faveur d'un deuxième vote "confirmatif" et affirme qu'un Brexit "sans accord" coûterait des emplois à Lincoln.